# Frankenblick
Frankenblick è un comune tedesco di 5 663 abitanti situato nel land della Turingia.

## Storia
Il comune di Frankenblick venne creato nel 2012 dalla fusione dei comuni di Effelder-Rauenstein e di Mengersgereuth-Hämmern.

## Geografia antropica
Il comune di Frankenblick è suddiviso nelle 9 frazioni (Ortsteil) di Döhlau, Effelder, Grümpen, Meschenbach, Rabenäußig, Rauenstein, Rückerswind, Seltendorf e Mengersgereuth-Hämmern.